# Mistrzostwa Polski Seniorów w Lekkoatletyce 2006

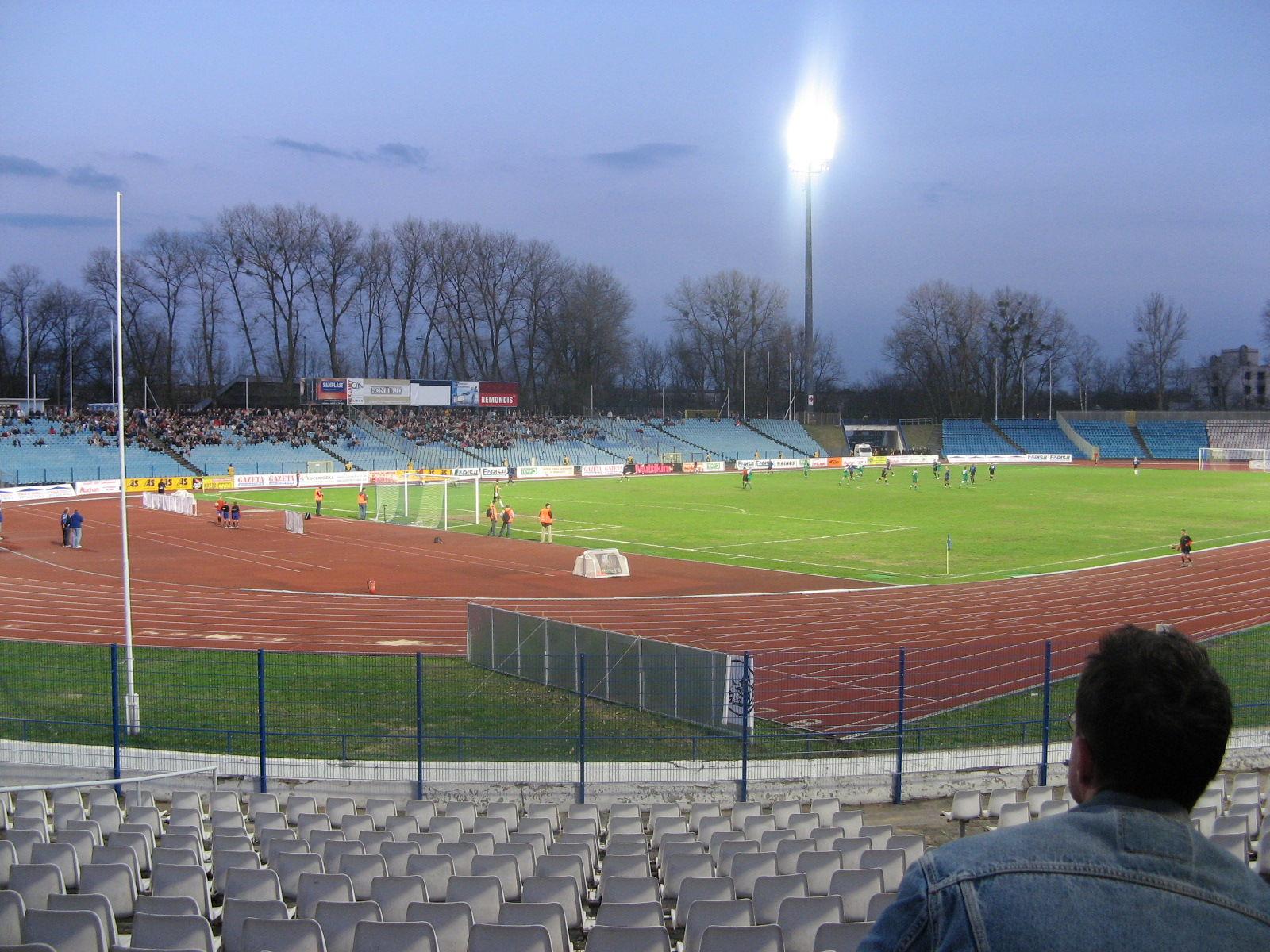

82. Mistrzostwa Polski Seniorów w Lekkoatletyce – zawody lekkoatletyczne, które rozgrywane były w Bydgoszczy na stadionie im. Zdzisława Krzyszkowiaka pomiędzy 21 i 23 lipca 2006.
Zawody odbywały się na terenie bydgoskiego Zawiszy – reprezentanci tego klubu wywalczyli razem 6 medali: 1 złoty Artur Kohutek (110 m przez płotki), 2 srebrne Leszek Śliwa (pchnięcie kulą) i Łukasz Michalski (skok o tyczce), 3 brązowe Marcin Fernówka (rzut młotem), Marcin Dróżdż (skok o tyczce) i męska sztafeta 4 × 400 metrów. W klasyfikacji punktowej zawodów zwyciężył AZS-AWF Warszawa (741 pkt.).
Pierwszy raz w historii Polski Związek Lekkiej Atletyki wbrew swojemu regulaminowi, dopuścił do startu zawodników bez przynależności klubowej – sprintera Dariusza Kucia oraz skoczka w dal Marcina Starzaka. W męskiej sztafecie 4 × 100 metrów na trzecim miejscu na metę wbiegły sztafety Podlasia Białystok i Zawiszy Bydgoszcz – o medalu zadecydowała 0,001 sekundy. Chód na 20 kilometrów kobiet wygrała, startująca poza konkursem, Litwinka Neringa Aidietytė z czasem 1:41:46. Zawody transmitowała Telewizja Polska.

## Rezultaty
| NR – rekord Polski \| NL – najlepszy wynik w Polsce w sezonie \| SB – najlepszy wynik w sezonie \| PB – rekord życiowy |

### Mężczyźni
| Konkurencja:                  | 1. miejsce                                                                        | Rezultat | 2. miejsce                                                                      | Rezultat | 3. miejsce                                                                                | Rezultat |
| Bieg na 100 m                 | Dariusz Kuć niestowarzyszony                                                      | 10,20    | Marcin Jędrusiński AZS Poznań                                                   | 10,31    | Łukasz Chyła SKLA Sopot                                                                   | 10,34    |
| Bieg na 200 m                 | Marcin Jędrusiński AZS Poznań                                                     | 20,76    | Marcin Urbaś KKL Fart Kielce                                                    | 20,91    | Dariusz Kuć niestowarzyszony                                                              | 20,95    |
| Bieg na 400 m                 | Marcin Marciniszyn Śląsk Wrocław                                                  | 45,54    | Daniel Dąbrowski AZS Łódź                                                       | 45,57    | Rafał Wieruszewski Orkan Środa Wlkp.                                                      | 45,70    |
| Bieg na 800 m                 | Grzegorz Krzosek RLTL ZTE Radom                                                   | 1:52,30  | Paweł Czapiewski Lubusz Słubice                                                 | 1:52,85  | Łukasz Jóźwiak AZS-AWF Wrocław                                                            | 1:52,96  |
| Bieg na 1500 m                | Mirosław Formela Sporting Międzyzdroje                                            | 3:43,27  | Radosław Popławski Astra Nowa Sól                                               | 3:44,89  | Yared Shegumo Polonia Warszawa                                                            | 3:45,21  |
| Bieg na 5000 m                | Michał Kaczmarek Grunwald Poznań                                                  | 14:12,86 | Kamil Murzyn Cracovia                                                           | 14:13,60 | Arkadiusz Gardzielewski Sambor Tczew                                                      | 14:15,89 |
| Bieg na 110 m przez płotki    | Artur Kohutek Zawisza Bydgoszcz                                                   | 13,70    | Tomasz Ścigaczewski AZS Poznań                                                  | 14,18    | Rafał Niedzielski AZS-AWF Wrocław                                                         | 14,37    |
| Bieg na 400 m przez płotki    | Marek Plawgo Warszawianka                                                         | 49,96    | Kamil Barański Warszawianka                                                     | 51,66    | Jakub Adamczyk Skra Warszawa                                                              | 52,20    |
| Bieg na 3000 m z przeszkodami | Tomasz Szymkowiak Orkan Poznań                                                    | 8:38,96  | Łukasz Parszczyński Polonia Warszawa                                            | 8:40,12  | Jan Zakrzewski Oleśniczanka                                                               | 8:40,74  |
| Sztafeta 4 × 100 m            | AZS-AWF Kraków Grzegorz Zajączkowski Krzysztof Jabłoński Leszek Dyja Marcin Nowak | 40,27    | AZS Poznań Marcin Jędrusiński Jakub Herold Adam Gaj Przemysław Rogowski         | 40,32    | Zawisza Bydgoszcz Michał Świerczyński Jakub Chrzanowski Tomasz Bagrowski Radosław Drapała | 40,69    |
| Sztafeta 4 × 400 m            | AZS Łódź Piotr Kędzia Daniel Bródka Michał Wielgus Daniel Dąbrowski               | 3:08,49  | AZS-UWM Olsztyn Michał Podolak Tomasz Marks Wojciech Chybiński Kacper Kozłowski | 3:09,00  | AZS-AWF Kraków Paweł Hardej Grzegorz Zajączkowski Krzysztof Jabłoński Piotr Klimczak      | 3:09,14  |
| Chód na 20 km                 | Benjamin Kuciński AZS-AWF Katowice                                                | 1:23:45  | Rafał Augustyn AZS-AWF Kraków                                                   | 1:24:56  | Rafał Fedaczyński Unia Hrubieszów                                                         | 1:25:01  |
| Skok wzwyż                    | Grzegorz Sposób Start Lublin                                                      | 2,22     | Michał Bieniek AZS-AWF Wrocław                                                  | 2,22     | Aleksander Waleriańczyk Elite Cafe Wawel Kraków                                           | 2,18     |
| Skok o tyczce                 | Przemysław Czerwiński MKL Szczecin                                                | 5,65     | Łukasz Michalski Zawisza Bydgoszcz                                              | 5,10     | Marcin Dróżdż Zawisza Bydgoszcz Krzysztof Skrzyński OST Gdańsk                            | 5,00     |
| Skok w dal                    | Marcin Starzak niestowarzyszony                                                   | 7,70     | Michał Łukasiak AZS-AWF Warszawa                                                | 7,62     | Marek Mikita MKS-MOS Wrocław                                                              | 7,57     |
| Trójskok                      | Jacek Kazimierowski BKS Bydgoszcz                                                 | 16,50    | Paweł Kruhlik AZS-AWF Wrocław                                                   | 16,42    | Konrad Katarzyński AZS-AWF Kraków                                                         | 16,17    |
| Pchnięcie kulą                | Dominik Zieliński Lechia Gdańsk                                                   | 18,72    | Leszek Śliwa Zawisza Bydgoszcz                                                  | 18,31    | Jakub Giża LKS Mielec                                                                     | 17,87    |
| Rzut dyskiem                  | Piotr Małachowski Śląsk Wrocław                                                   | 64,82    | Olgierd Stański AZS-AWF Biała Podlaska                                          | 60,79    | Andrzej Krawczyk AZS-AWF Biała Podlaska                                                   | 60,62    |
| Rzut młotem                   | Szymon Ziółkowski AZS Poznań                                                      | 80,67    | Maciej Pałyszko NKS Namysłów                                                    | 74,07    | Marcin Fernówka Zawisza Bydgoszcz                                                         | 67,40    |
| Rzut oszczepem                | Dariusz Trafas NKS Namysłów                                                       | 77,57    | Rajmund Kółko LKS Polkowice                                                     | 76,30    | Igor Janik AZS-AWFiS Gdańsk                                                               | 76,30    |

### Kobiety
| Konkurencja:                  | 1. miejsce                                                                   | Rezultat | 2. miejsce                                                                        | Rezultat | 3. miejsce                                                                         | Rezultat |
| Bieg na 100 m                 | Daria Onyśko AZS-AWF Gorzów Wlkp.                                            | 11,45    | Dorota Dydo AZS Poznań                                                            | 11,52    | Joanna Gabryelewicz AZS-AWF Poznań                                                 | 11,66    |
| Bieg na 200 m                 | Monika Bejnar AZS-AWF Warszawa                                               | 23,20    | Ewelina Klocek Śląsk Wrocław                                                      | 23,79    | Dorota Dydo AZS Poznań                                                             | 23,91    |
| Bieg na 400 m                 | Anna Jesień AZS-AWF Warszawa                                                 | 51,92    | Grażyna Prokopek AZS-AWF Warszawa                                                 | 52,96    | Jolanta Wójcik AZS-AWF Kraków                                                      | 53,56    |
| Bieg na 800 m                 | Aneta Lemiesz Warszawianka                                                   | 2:00,90  | Ewelina Sętowska AZS-AWF Warszawa                                                 | 2:01,45  | Lidia Chojecka Pogoń Siedlce                                                       | 2:02,37  |
| Bieg na 1500 m                | Sylwia Ejdys AZS-AWF Wrocław                                                 | 4:18,32  | Anna Jakubczak Agros Zamość                                                       | 4:18,82  | Justyna Lesman Olimpia Poznań                                                      | 4:19,25  |
| Bieg na 5000 m                | Grażyna Syrek Piętka Katowice                                                | 15:52,40 | Izabela Trzaskalska MULKS Terespol                                                | 16:30,16 | Karolina Jarzyńska Ekonomik Nysa                                                   | 16:45,64 |
| Bieg na 100 m przez płotki    | Aurelia Trywiańska AZS-AWF Warszawa                                          | 13,30    | Justyna Oleksy AZS-AWFiS Gdańsk                                                   | 13,54    | Joanna Kocielnik Orzeł Warszawa                                                    | 13,70    |
| Bieg na 400 m przez płotki    | Marta Chrust-Rożej AZS-AWF Wrocław                                           | 55,85    | Agnieszka Karpiesiuk AZS-AWFiS Gdańsk                                             | 56,06    | Aneta Jakóbczak AZS Poznań                                                         | 59,09    |
| Bieg na 3000 m z przeszkodami | Wioletta Janowska AZS-AWF Kraków                                             | 9:35,44  | Katarzyna Kowalska Vectra Włocławek                                               | 9:58,26  | Agata Dróżdż Juventa Starachowice                                                  | 10:20,74 |
| Sztafeta 4 × 100 m            | AZS-AWF Warszawa Elżbieta Druzd Kaja Tokarska Grażyna Prokopek Monika Bejnar | 45,53    | AZS Poznań Monika Wieczorkiewicz Anna Nentwig Aneta Jakóbczak Dorota Dydo         | 46,38    | AZS-AWFiS Gdańsk Paulina Surowiec Justyna Oleksy Joanna Grzesiak Karolina Tymińska | 46,48    |
| Sztafeta 4 × 400 m            | AZS-AWF Warszawa Monika Bejnar Dorota Udałow Edyta Pura Ewelina Sętowska     | 3:36,68  | AZS-AWF II Warszawa Edyta Grzyb Aleksandra Kniefel Justyna Zembrzuska Anna Jesień | 3:39,52  | AZS-AWF Wrocław Maria Kuśniar Katarzyna Paździor Anita Hennig Marta Chrust-Rożej   | 3:43,01  |
| Chód na 20 km                 | Agnieszka Olesz AZS-AWF Katowice                                             | 1:43:04  | Agnieszka Szwarnóg AZS-AWF Kraków                                                 | 1:43:58  | Agnieszka Dygacz AZS-AWF Katowice                                                  | 1:44:24  |
| Skok wzwyż                    | Karolina Gronau AZS-AWF Biała Podlaska                                       | 1,81     | Anna Ksok Śląsk Wrocław                                                           | 1,81     | Kamila Stepaniuk Podlasie Białystok                                                | 1,81     |
| Skok o tyczce                 | Monika Pyrek MKL Szczecin                                                    | 4,60     | Joanna Piwowarska AZS-AWF Warszawa                                                | 4,50     | Róża Kasprzak AZS-AWFiS Gdańsk                                                     | 4,50     |
| Skok w dal                    | Małgorzata Trybańska Warszawianka                                            | 6,52     | Aldona Świtała Kadet Rawicz                                                       | 6,38     | Karolina Tymińska AZS-AWFiS Gdańsk                                                 | 6,30     |
| Trójskok                      | Aneta Sadach Vis Ksawerów                                                    | 13,86    | Małgorzata Trybańska Warszawianka                                                 | 13,74    | Aleksandra Fila Start Lublin                                                       | 13,62    |
| Pchnięcie kulą                | Krystyna Zabawska Podlasie Białystok                                         | 18,73    | Magdalena Sobieszek AZS-AWF Warszawa                                              | 17,26    | Agnieszka Bronisz Płomień Sosnowiec                                                | 16,50    |
| Rzut dyskiem                  | Wioletta Potępa AZS-AWF Warszawa                                             | 61,46    | Joanna Wiśniewska Gwardia Warszawa                                                | 60,91    | Marzena Wysocka AZS-AWF Biała Podlaska                                             | 56,69    |
| Rzut młotem                   | Kamila Skolimowska Gwardia Warszawa                                          | 71,34    | Katarzyna Kita Agros Zamość                                                       | 63,99    | Anita Włodarczyk AZS-AWF Poznań                                                    | 62,70    |
| Rzut oszczepem                | Barbara Madejczyk Jantar Ustka                                               | 58,24    | Urszula Jasińska Polonia Pasłęk                                                   | 57,11    | Agnieszka Lewandowska AZS-AWFiS Gdańsk                                             | 53,02    |

## Biegi przełajowe
78. mistrzostwa Polski w biegach przełajowych rozegrano 19 marca w Wejherowie. Kobiety rywalizowały na dystansie 4 km, a mężczyźni na 10 km.

### Mężczyźni
| Konkurencja:            | 1. miejsce                       | Rezultat | 2. miejsce            | Rezultat | 3. miejsce                             | Rezultat |
| Bieg przełajowy (10 km) | Michał Kaczmarek Grunwald Poznań | 30:58    | Kamil Murzyn Cracovia | 30:58    | Mariusz Giżyński Sporting Międzyzdroje | 30:49    |

### Kobiety
| Konkurencja:           | 1. miejsce                    | Rezultat | 2. miejsce                     | Rezultat | 3. miejsce                            | Rezultat |
| Bieg przełajowy (4 km) | Justyna Lesman Olimpia Poznań | 14:02    | Małgorzata Jamróz Warszawianka | 14:20    | Barbara Niewiedział MGOKSiR Korfantów | 14:26    |

## Maraton
Mistrzostwa Polski w maratonie kobiet i mężczyzn zostały rozegrane 9 kwietnia w Dębnie.

### Mężczyźni
| Konkurencja: | 1. miejsce                   | Rezultat | 2. miejsce                     | Rezultat | 3. miejsce                     | Rezultat |
| Maraton      | Rafał Wójcik KKL Fart Kielce | 2:14:11  | Marek Jaroszewski Gwardia Piła | 2:16:09  | Marcin Fehlau Ekspres Katowice | 2:17:48  |

### Kobiety
| Konkurencja: | 1. miejsce                      | Rezultat | 2. miejsce                 | Rezultat | 3. miejsce                      | Rezultat |
| Maraton      | Krystyna Kuta Olimpia Grudziądz | 2:45:03  | Janina Malska Wawel Kraków | 2:47:25  | Arleta Meloch Olimpia Grudziądz | 2:54:47  |

## Bieg na 10 000 m
Zawody mistrzowskie w biegu na 10 000 metrów kobiet i mężczyzn odbyły się 6 maja w Międzyzdrojach.

### Mężczyźni
| Konkurencja:     | 1. miejsce                       | Rezultat | 2. miejsce                | Rezultat | 3. miejsce                        | Rezultat |
| Bieg na 10 000 m | Michał Kaczmarek Grunwald Poznań | 28:48,25 | Henryk Szost Oleśniczanka | 28:56,61 | Radosław Popławski Astra Nowa Sól | 29:04,89 |

### Kobiety
| Konkurencja:     | 1. miejsce                    | Rezultat | 2. miejsce                   | Rezultat | 3. miejsce                            | Rezultat |
| Bieg na 10 000 m | Grażyna Syrek Piętka Katowice | 33:16,52 | Renata Antropik Warszawianka | 35:43,96 | Joanna Kamińska Budowlani Częstochowa | 36:11,49 |

## Wieloboje
Mistrzostwa w dziesięcioboju mężczyzn i w siedmioboju kobiet zostały rozegrane 3 i 4 czerwca w Bogatyni.

### Mężczyźni
| Konkurencja:  | 1. miejsce                      | Rezultat  | 2. miejsce                        | Rezultat  | 3. miejsce                       | Rezultat  |
| Dziesięciobój | Łukasz Płaczek AZS-AWFiS Gdańsk | 7479 pkt. | Krzysztof Andrzejak BKS Bydgoszcz | 7350 pkt. | Michał Chalabala AZS-AWF Wrocław | 7206 pkt. |

### Kobiety
| Konkurencja: | 1. miejsce                         | Rezultat  | 2. miejsce                      | Rezultat  | 3. miejsce                      | Rezultat  |
| Siedmiobój   | Karolina Tymińska AZS-AWFiS Gdańsk | 6037 pkt. | Ewa Nowakowska AZS-AWFiS Gdańsk | 5320 pkt. | Kamila Chudzik AZS-AWFiS Gdańsk | 5315 pkt. |

## Półmaraton
Mistrzostwa Polski w półmaratonie rozegrano 10 września w Pile.

### Mężczyźni
| Konkurencja: | 1. miejsce                | Rezultat | 2. miejsce                             | Rezultat | 3. miejsce                             | Rezultat |
| Półmaraton   | Henryk Szost Oleśniczanka | 1:03:47  | Paweł Ochal MUKS Roszak Solec Kujawski | 1:04:21  | Jarosław Cichocki AZS-AWF Gorzów Wlkp. | 1:04:35  |

### Kobiety
| Konkurencja: | 1. miejsce                      | Rezultat | 2. miejsce                 | Rezultat | 3. miejsce                      | Rezultat |
| Półmaraton   | Monika Drybulska Olimpia Poznań | 1:14:01  | Edyta Lewandowska RKS Łódź | 1:15:44  | Arleta Meloch Olimpia Grudziądz | 1:17:04  |

## Chód na 50 km
Zawody mistrzowskie w chodzie na 50 kilometrów mężczyzn odbyły się 16 września w Hucie Krzeszowskiej.
| Konkurencja:  | 1. miejsce                        | Rezultat | 2. miejsce                     | Rezultat | 3. miejsce                  | Rezultat |
| Chód na 50 km | Rafał Fedaczyński Unia Hrubieszów | 3:59:27  | Maciej Rosiewicz UKS 12 Kalisz | 4:03:07  | Paweł Grzonka Olimpia Bytów | 4:26:24  |